# Ocenebra
Genre
Synonymes
- Ocinebra
- Tritonalia Fleming, 1828

Ocenebra est un genre de mollusques gastéropodes de la famille des Muricidae.

## Liste d'espèces
| Selon BioLib (8 mai 2016) : - Ocenebra acanthophora A. Adams, 1863 - Ocenebra acanthopterus Montrouzier - Ocenebra aciculata J. B. Lamarck, 1822 - Ocenebra aedicularum K. H. Barnard, 1969 - Ocenebra alpaus de Gregorio, 1885 - Ocenebra alpha W. H. Dall, 1921 - Ocenebra amirrus de Gregorio, 1885 - Ocenebra atlantica E. A. Smith - Ocenebra atropurpurea P. P. Carpenter, 1865 - Ocenebra baetica L. A. Reeve, 1845 - Ocenebra barbarensis W. M. Gabb, 1865 - Ocenebra beta W. H. Dall, 1919 - Ocenebra brachypteron A. Adams, 1863 - Ocenebra chicoroides Coen, 1943 - Ocenebra cincta Pallary, 1906 - Ocenebra cingulifera Pallary, 1920 - Ocenebra circumtexta Stearns, 1871 - Ocenebra conspersa Ph. Dautzenberg, 1887 - Ocenebra crassus A. Adams, 1853 - Ocenebra craticuloides E. H. Vokes, 1964 - Ocenebra crawfordi G. B. Sowerby III, 1892 - Ocenebra crispatissima S. S. Berry, 1953 - Ocenebra cuspidata Sowerby, 1842 - Ocenebra dollfusi Lamy, 1938 - Ocenebra edwardsi Payraudeau, 1826 - Ocenebra emipowlusi R. T. Abbott, 1954 - Ocenebra endermonis Smith, 1875 - Ocenebra epiphanea W. H. Dall, 1919 - Ocenebra erinaceus (Linnaeus, 1758) - Ocenebra erronea Monterosato in Settepassi, 1977 - Ocenebra fasciata Coen, 1931 - Ocenebra fenestrata A. A. Gould, 1862 - Ocenebra fimbriatula A. Adams, 1863 - Ocenebra flexirostris J. C. Melvill, 1898 - Ocenebra foveolata R. B. Hinds, 1844 - Ocenebra fraseri Oldroyd, 1920 - Ocenebra fusconotata W. H. Dall, 1919 - Ocenebra gracillima Stearns, 1871 - Ocenebra helleri S. Brusina, 1965 - Ocenebra hermanni Vélain, 1876 - Ocenebra hispidula Pallary, 1798 - Ocenebra hybrida A. Aradas & L. Benoit, 1870 - Ocenebra incomptus A. A. Gould, 1860 - Ocenebra inermicosta E. H. Vokes, 1964 - Ocenebra ingloria H. Crosse, 1865 - Ocenebra interfossa P. P. Carpenter, 1864 - Ocenebra japonica R. W. Dunker, 1860 - Ocenebra juritzi K. H. Barnard, 1969 - Ocenebra keenae Bormann, 1946 - Ocenebra lamusiopsis Coen, 1943 - Ocenebra lumaria Yokoyama, 1926 - Ocenebra lurida A. T. von Middendorff, 1848 - Ocenebra maculata Pallary, 1900 - Ocenebra major Ph. Dautzenberg, 1920 - Ocenebra melanostoma J. G. Jeffreys, 1869 - Ocenebra mercaensis Coen, 1943 - Ocenebra micromeris W. H. Dall, 1890 - Ocenebra minirosea R. T. Abbott, 1954 - Ocenebra minor T. A. di Monterosato, 1878 - Ocenebra miscowicki Pallary, 1920 - Ocenebra munda P. P. Carpenter, 1864 - Ocenebra mutica Pallary, 1906 - Ocenebra nicolayi T. A. di Monterosato, 1884 - Ocenebra nux L. A. Reeve, 1846 - Ocenebra obesa W. H. Dall, 1919 - Ocenebra oretea de Gregorio, 1885 - Ocenebra painei W. H. Dall, 1904 - Ocenebra parva E. A. Smith, 1877 - Ocenebra perfecta Monterosato in Settepassi, 1977 - Ocenebra perigmus de Gregorio, 1885 - Ocenebra perilus de Gregorio, 1885 - Ocenebra personata Monterosato in Settepassi, 1977 - Ocenebra pirotectus de Gregorio, 1885 - Ocenebra producta Dautzenberg & Durouchoux, 1913 - Ocenebra purpuroidea L. A. Reeve, 1845 - Ocenebra puteola A. Adams, 1863 - Ocenebra rejecta Coen, 1943 - Ocenebra rubra Baker, 1891 - Ocenebra sauliae L. A. Reeve - Ocenebra scalata Pallary, 1906 - Ocenebra scrobiculata R. A. Philippi, 1846 - Ocenebra sculpta J. G. Jeffreys, 1867 - Ocenebra seftoni Chase, 1958 - Ocenebra separata Cossmann - Ocenebra squamulifera H. F. Carpenter in W. M. Gabb, 1868 - Ocenebra stearnsi Hemphill, 1911 - Ocenebra subaciculatus E. A. A. Locard, 1886 - Ocenebra swainsoni J. G. Hertlein & A. M. Strong, 1951 - Ocenebra thersites Coen, 1933 - Ocenebra tracheia W. H. Dall, 1919 - Ocenebra tritonis C. Linnaeus - Ocenebra venetiana de Gregorio in Coen, 1933 - Ocenebra viridis E. Bucquoy, P. Dautzenberg & G. Dollfus, 1882 - Ocenebra viriditincta Dautzenberg & Fischer, 1925 - Ocenebra vokesae W. K. Emerson, 1964 - Ocenebra wardiana Baker, 1891 | Selon World Register of Marine Species (12 novembre 2021) : - Ocenebra acanthophora (A. Adams, 1863) - Ocenebra aparicioae Cunningham Aparicio, 2020 - Ocenebra brevirobusta Houart, 2000 - Ocenebra chavesi Houart, 1996 - Ocenebra edwardsii (Payraudeau, 1826) - Ocenebra erinaceus (Linnaeus, 1758) - Ocenebra helleri (Brusina, 1865) - Ocenebra hispidula (Pallary, 1904) - Ocenebra hybrida (Aradas & Benoit, 1876) - Ocenebra ingloria (Crosse, 1865) - Ocenebra inordinata Houart & Abreu, 1994 - Ocenebra leukos (Houart, 2000) - Ocenebra miscowichae (Pallary, 1920) - Ocenebra nicolai (Monterosato, 1884) - Ocenebra paddeui (Bonomolo & Buzzurro, 2006) - Ocenebra piantonii (Cecalupo, Buzzurro & Mariani, 2008) - Ocenebra purpuroidea (Pallary, 1920) - Ocenebra salahi T. Cossignani & Ahuir, 2021 - Ocenebra vazzanai Crocetta, Houart & Bonomolo, 2020 |

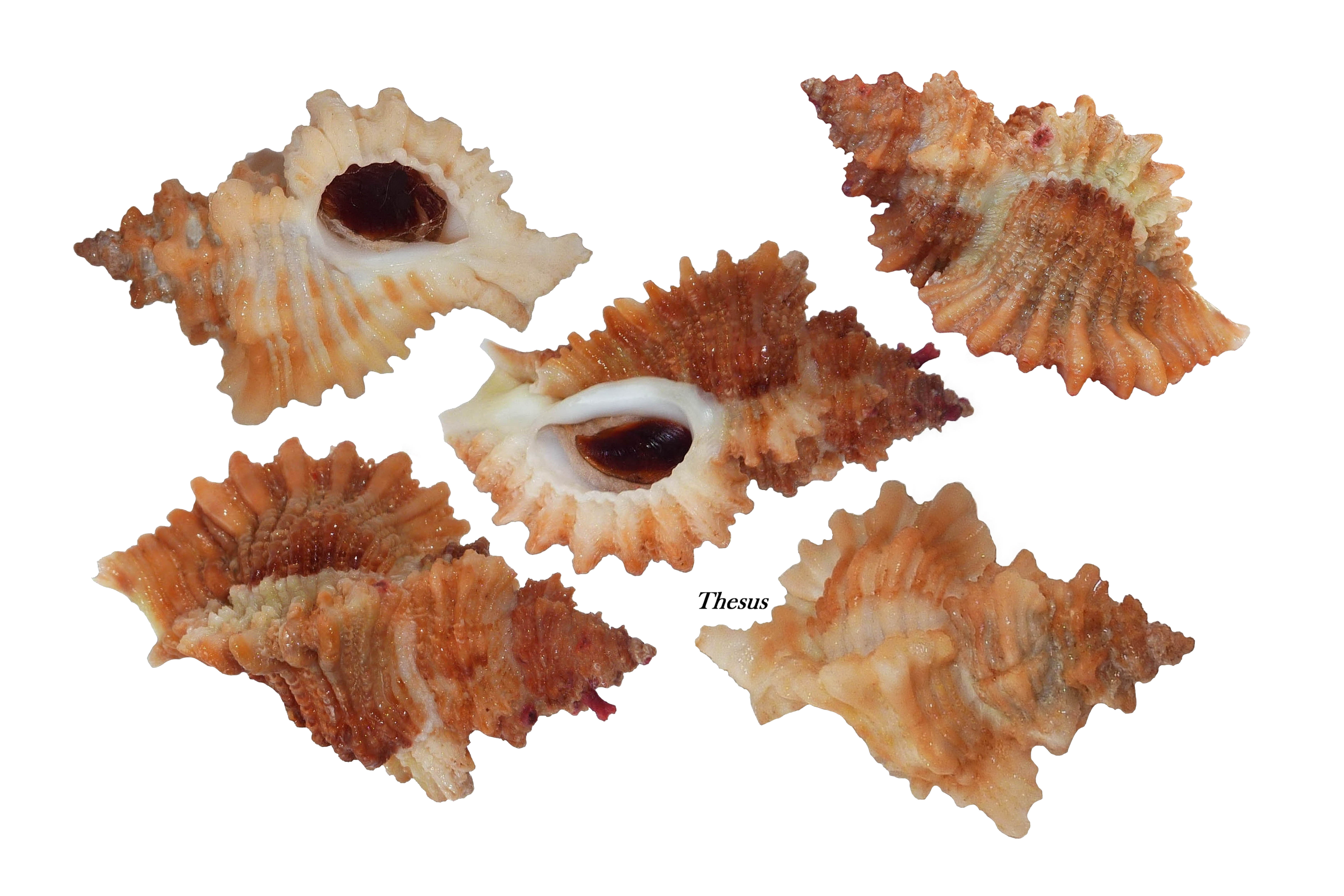
Ocenebra erinacea
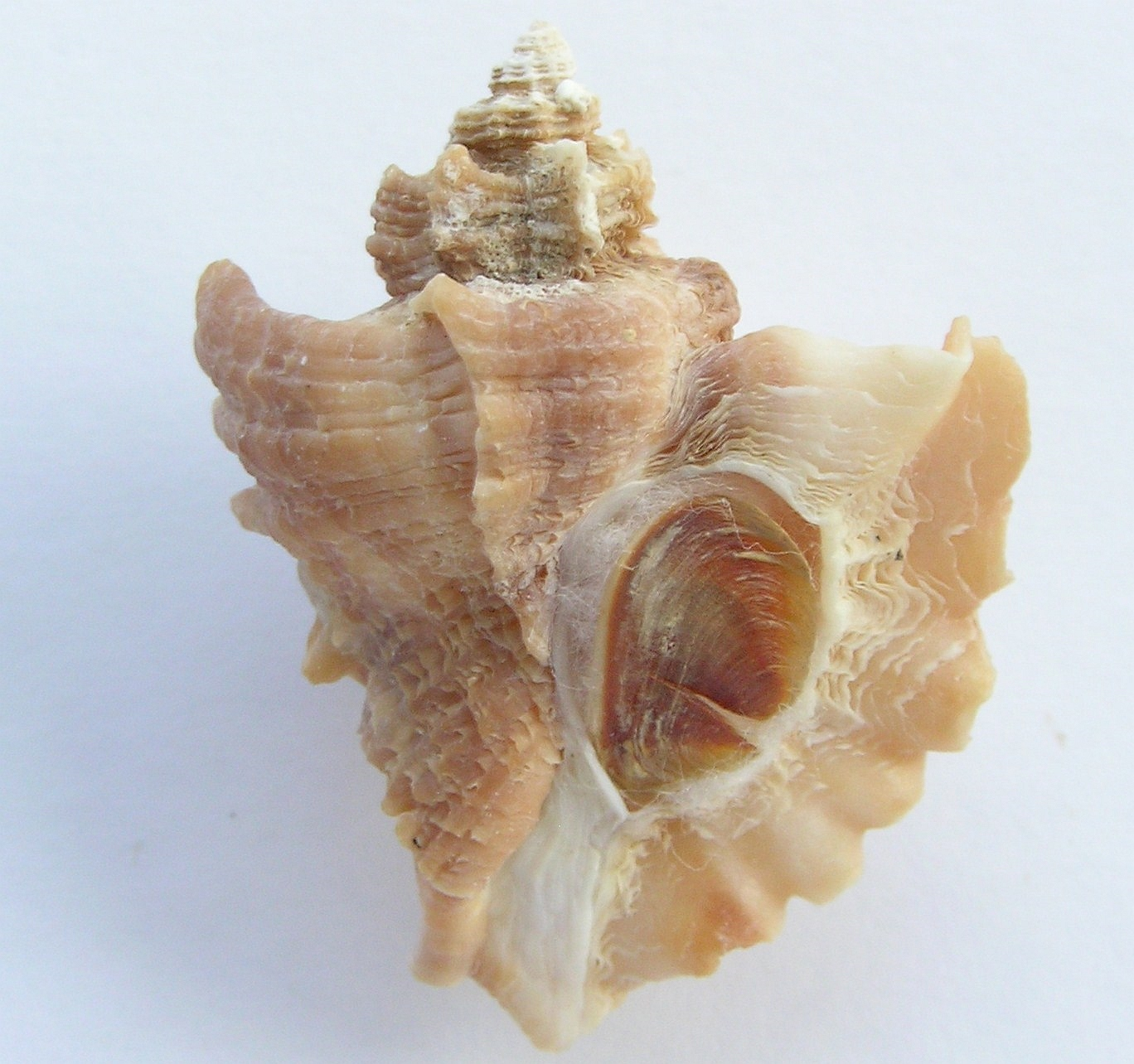
Ocenebra japonica